# Gozd Martuljek
Gozd Martuljek (Duits: Wald in der Oberkrain) is een plaats in Slovenië en maakt deel uit van de gemeente Kranjska Gora in de NUTS-3-regio Gorenjska. De plaats telde 629 inwoners op 1 januari 2020.

## Foto's

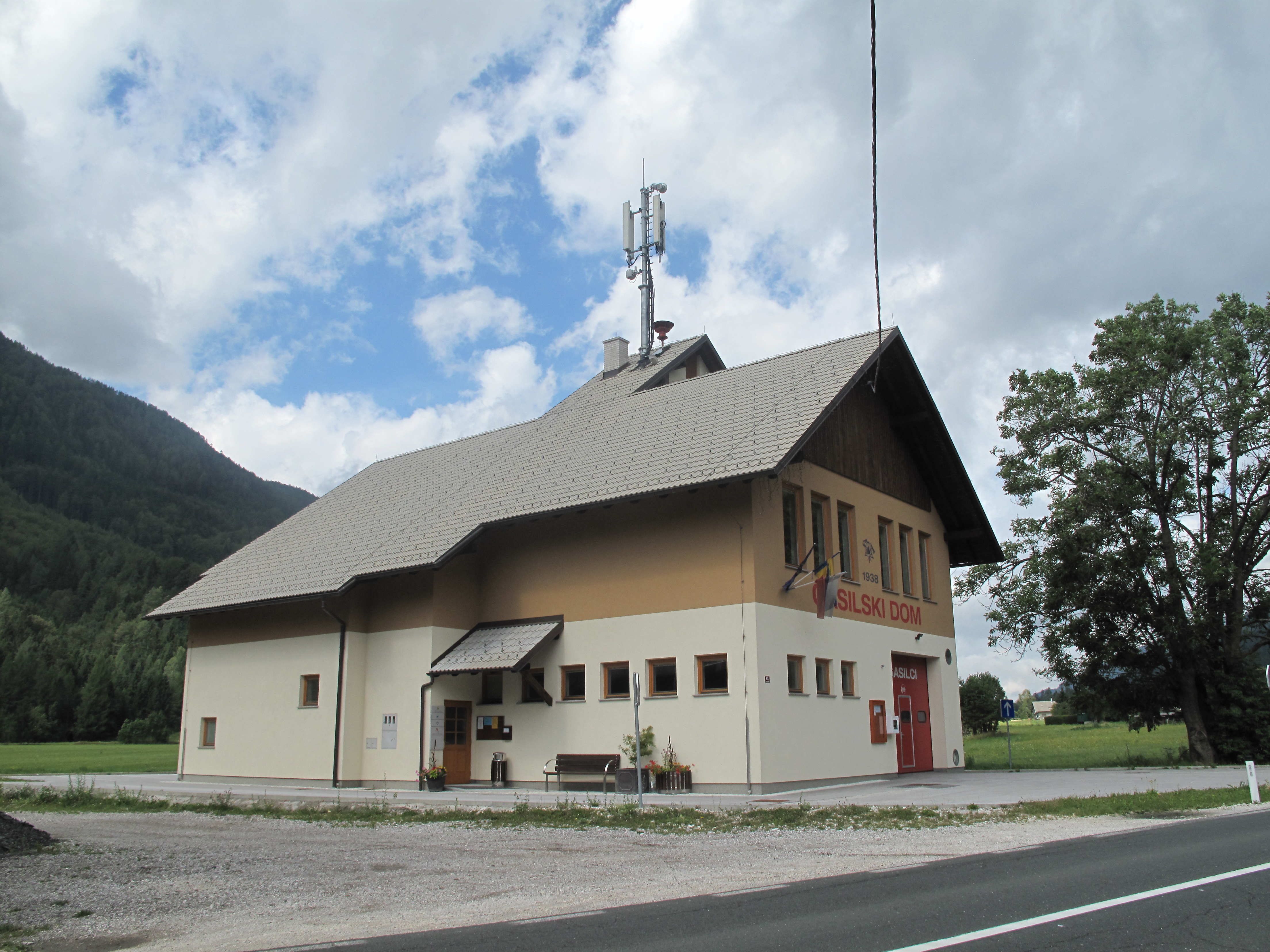
Gozd Martuljek, brandweerkazerne
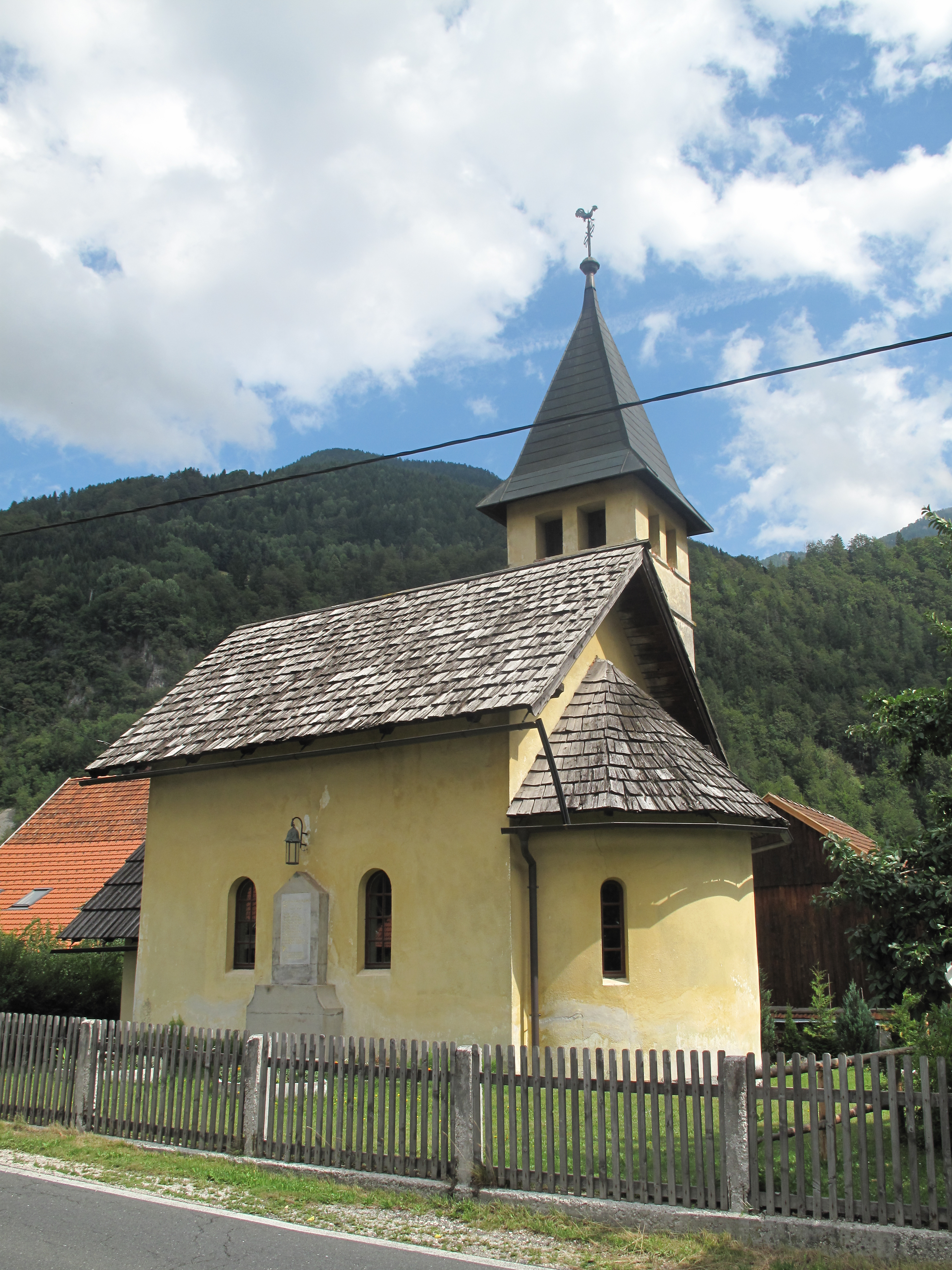
Gozd Martuljek, kerk